# Necroscia vittata
Necroscia vittata är en insektsart som beskrevs av Jean Guillaume Audinet Serville 1838. Necroscia vittata ingår i släktet Necroscia och familjen Diapheromeridae. Inga underarter finns listade i Catalogue of Life.